# Crassula acinaciformis
Crassula acinaciformis (Schinz, 1894) è una pianta succulenta rara, appartenente alla famiglia delle Crassulaceae e originaria di Sudafrica (provincia di Mpumalanga), Malawi e Swaziland.
L'epiteto specifico acinaciformis deriva dal latino acinaces ossia "scimitarra" e formis, "a forma di", con riferimento alla peculiare forma delle foglie.

## Descrizione

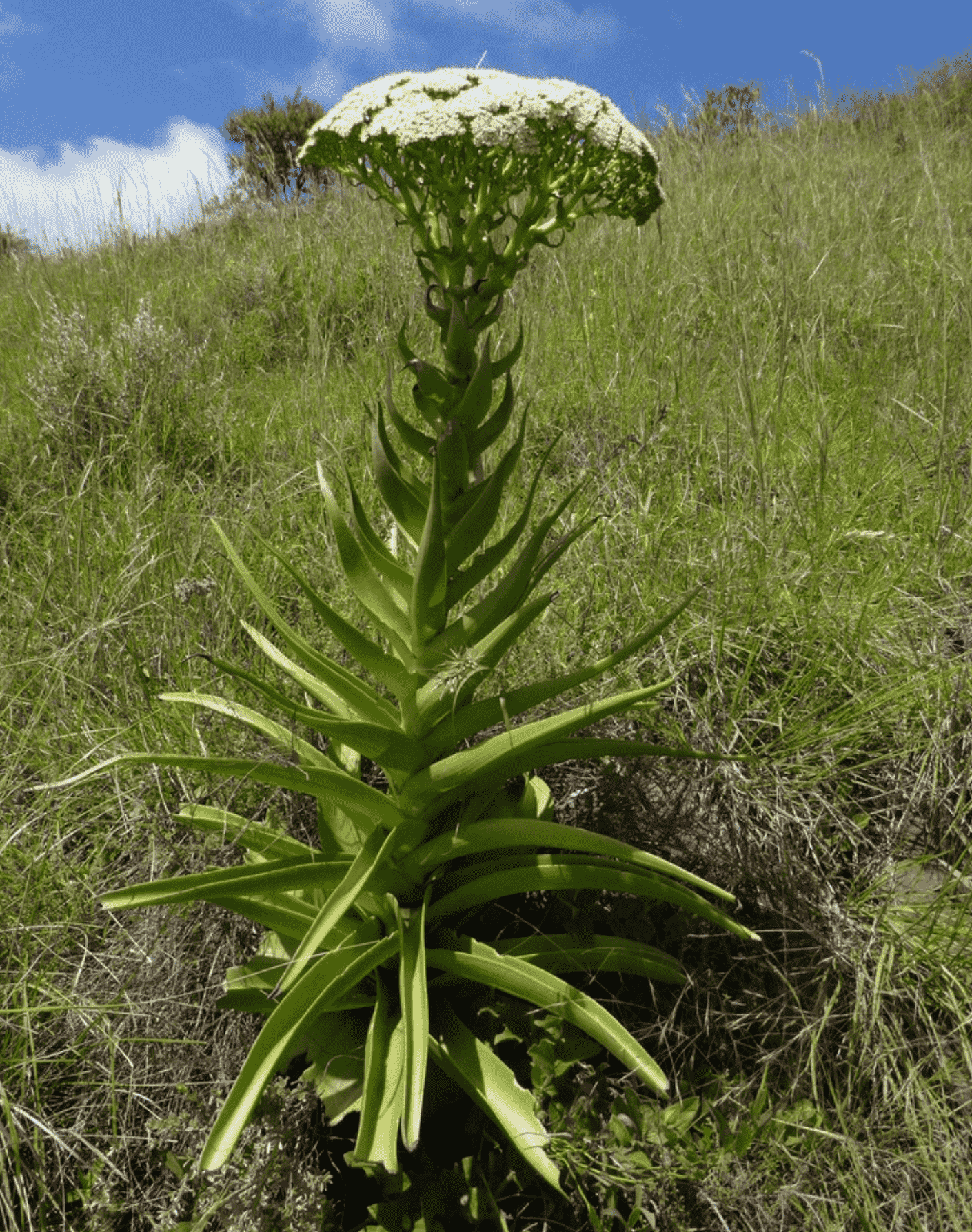
Foglie e infiorescenze di C. acinaciformis

Nella maggior parte dei casi è formata da una grande, singola rosetta in grado di raggiungere, infiorescenze incluse, circa 1,3 metri d'altezza, il che le è valso il soprannome di giant crassula.
Le foglie, di forma da triangolare a lanceolata, hanno i margini finemente seghettati e possono raggiungere i 40 centimetri di lunghezza per 10 cm in larghezza. Sono in genere di un colore verde o giallastro ma, se esposte a una forte luce solare, tenderanno al rosso, essiccandosi a partire dall'apice.
Le infiorescenze a tirso, piatte e di grandi dimensioni, si sviluppano tra metà estate e l'autunno e sono composte da piccoli fiori di colore bianco o giallo pallido.

## Coltivazione
La pianta è compresa nelle USDA Hardiness Zones da 10a a 11b, pertanto non dovrebbe essere esposta a temperature inferiori ai 10 °C, e mai sotto -1,1 °C. Predilige le posizioni soleggiate anche se la luce diretta durante il periodo estivo ne potrebbe bruciare le foglie. Innaffiare solo a terreno asciutto e più raramente in inverno, concimando durante il periodo di crescita primaverile.
Come altre specie del genere Crassula si può propagare per seme, pollone o talea, anche da una singola foglia.